# 덴마크 왕자빈 카롤리네마틸데
덴마크 왕자빈 카롤리네마틸데(Princess Caroline-Mathilde of Denmark , 1912년 4월 27일 ~ 1995년 12월 12일)는 덴마크 왕자 하랄의 딸이자 덴마크의 왕 프레데리크 8세의 손녀였다. 덴마크 세습 왕자 크누드의 아내로서, 그녀는 덴마크의 세습 왕자빈이 되었다.